# Broadway Journal
The Broadway Journal var en veckotidning som grundades av Charles Frederick Briggs och John Bisco 1844 och som avsomnade bara två år senare. Den hade sitt säte i New York. Briggs skötte själva tidningen medan Bisco hade hand om publicering och finansiering. Dess huvudsakliga inriktning låg på bokrecensioner, men artiklar i den behandlade även konst, teater och musik.
The Broadway Journal är nästan enbart känd för att Edgar Allan Poe den 21 februari 1845 undertecknade ett ettårskontrakt med tidningen om att dels fungera som dess redaktör, dels skriva minst en sida eget material per vecka som skulle publiceras i den. För detta skulle han få en tredjedel av tidningens inkomster.
I juni samma år drog sig Bisco ur på grund av personliga finansiella svårigheter, och i oktober sålde Briggs sin andel till Poe för 50 dollar.
The Broadway Journal hade ambitioner att vara en mer intellektuell veckotidning än de som fanns vid den tiden och hade därför en betydligt smalare läsekrets. Poe kunde inte få finanserna att gå ihop, så han lade ner tidningen den 3 januari 1846.